# Pita David Maki
Pita David Maki (12 ottobre 1982) è un calciatore vanuatuano, centrocampista del Tafea.

## Carriera

### Club
Comincia a giocare allo Yatel. Nel 2007 viene acquistato dal Tafea.

### Nazionale
Ha debuttato in Nazionale il 21 giugno 2000, in Nuova Zelanda-Vanuatu (3-1). Ha messo a segno la sua prima rete con la maglia della Nazionale il 6 giugno 2001, in Isole Cook-Vanuatu (1-8). Ha partecipato, con la Nazionale, alla Coppa delle nazioni oceaniane 2004 e alla Coppa delle nazioni oceaniane 2008. Ha collezionato in totale, con la maglia della Nazionale, 28 presenze e tre reti.